# AutoCAD
AutoCAD — двух- и трёхмерная система автоматизированного проектирования и черчения, разработанная компанией Autodesk. Первая версия системы была выпущена в 1982 году. AutoCAD и специализированные приложения на его основе нашли широкое применение в машиностроении, строительстве, архитектуре и других отраслях промышленности. Программа выпускается на 18 языках. Уровень локализации варьирует от полной адаптации до перевода только справочной документации. Русскоязычная версия локализована полностью, включая интерфейс командной строки и всю документацию, кроме руководства по программированию.

## Функциональные возможности
Ранние версии AutoCAD оперировали небольшим числом элементарных объектов, такими как круги, линии, дуги и текст, из которых составлялись более сложные. В этом качестве AutoCAD заслужил репутацию «электронного кульмана», которая остаётся за ним и поныне. Однако на современном этапе возможности AutoCAD весьма широки и намного превосходят возможности «электронного кульмана».
В области двухмерного проектирования AutoCAD по-прежнему позволяет использовать элементарные графические примитивы для получения более сложных объектов. Кроме того, программа предоставляет весьма обширные возможности работы со слоями и аннотативными объектами (размерами, текстом, обозначениями). Использование механизма внешних ссылок (XRef) позволяет разбивать чертёж на составные файлы, за которые ответственны различные разработчики, а динамические блоки расширяют возможности автоматизации 2D-проектирования обычным пользователем без использования программирования. Начиная с версии 2010, в AutoCAD реализована поддержка двумерного параметрического черчения. В версии 2014 появилась возможность динамической связи чертежа с реальными картографическими данными (GeoLocation API).
AutoCAD включает в себя полный набор инструментов для комплексного трёхмерного моделирования (поддерживается твердотельное, поверхностное и полигональное моделирование). AutoCAD позволяет получить высококачественную визуализацию моделей с помощью системы рендеринга mental ray. Также в программе реализовано управление трёхмерной печатью (результат моделирования можно отправить на 3D-принтер) и поддержка облаков точек (позволяет работать с результатами 3D-сканирования). Тем не менее, отсутствие трёхмерной параметризации не позволяет AutoCAD напрямую конкурировать с машиностроительными САПР среднего класса, такими как Inventor, SolidWorks и другими. В состав AutoCAD 2012 включена программа Inventor Fusion, реализующая технологию прямого моделирования.

## Open Design Alliance
Популярность AutoCAD привела к популярности его формата файлов — DWG. Популярность, но закрытость формата, спровоцировала появление компонентов сторонних разработчиков, позволяющих работать с DWG — прежде всего ODA. Это, в свою очередь, спровоцировало рост программ аналогичных по интерфейсу и наиболее популярным функциям и корректно обрабатывающих DWG, но со значительно меньшей стоимостью.

## Средства разработки и адаптации
Широкое распространение AutoCAD в мире обусловлено не в последнюю очередь развитыми средствами разработки и адаптации, которые позволяют настроить систему под нужды конкретных пользователей и значительно расширить функциональность базовой системы. Большой набор инструментальных средств для разработки приложений делает базовую версию AutoCAD универсальной платформой для разработки приложений. На базе AutoCAD самой компанией Autodesk и сторонними производителями создано большое количество специализированных прикладных приложений, таких как AutoCAD Mechanical, AutoCAD Electrical, AutoCAD Architecture, GeoniCS, Promis-e, PLANT-4D, AutoPLANT, СПДС GraphiCS, MechaniCS, GEOBRIDGE, САПР ЛЭП, Rubius Electric Suite и других.

### Динамические блоки
Динамические блоки — двухмерные параметрические объекты, обладающие настраиваемым набором свойств. Динамические блоки предоставляют возможность сохранения в одном блоке (наборе графических примитивов) нескольких геометрических реализаций, отличающихся друг от друга размером, взаимным расположением частей блока, видимостью отдельных элементов и т. п. С помощью динамических блоков можно сократить библиотеки стандартных элементов (один динамический блок заменяет несколько обычных). Также активное использование динамических блоков в ряде случаев позволяет значительно ускорить выпуск рабочей документации. Впервые динамические блоки появились в AutoCAD 2006.

### Макрокоманды
Макрокоманды (макросы) в AutoCAD являются одним из самых простых средств адаптации, доступных большинству пользователей. Макросы AutoCAD не следует путать с макросами, создаваемыми посредством VBA.
Примеры макрокоманд:
- vports-создание видового экрана в пространстве листа;
- MENUBAR 1-Показать строку меню
- x и explode — Расчленить
- PURGE — очистить
- LWDISPLAY — включить вес линий[14]

#### Action Macros
Action Macros впервые появились в AutoCAD 2009. Пользователь выполняет последовательность команд, которая записывается с помощью инструмента Action Recorder.

#### Menu Macros
Пользователь имеет возможность создавать собственные кнопки, с помощью которых можно вызывать заранее записанные по определённым правилам серии команд (макросы). В состав макросов можно включать выражения, написанные на языках DIESEL и AutoLISP.

#### DIESEL
DIESEL (Direct Interprietively Evaluated String Expression Language) — язык оперирования строками с небольшим количеством функций (всего 28 функций). Он позволяет формировать строки, которые должны иметь переменный текст, зависящий от каких-либо условий. Результат выводится в виде строки, которая интерпретируется системой AutoCAD как команда. Язык DIESEL используется, в основном, для создания сложных макрокоманд в качестве альтернативы AutoLISP. Особое значение данный язык имеет для версии AutoCAD LT, в котором отсутствуют все средства программирования, за исключением DIESEL. Данный язык впервые появился в AutoCAD R12.

### Visual LISP
Visual LISP — среда разработки приложений на языке AutoLISP. Иногда под названием Visual LISP подразумевают язык AutoLISP, дополненный расширениями ActiveX. Среда разработки Visual LISP встроена в AutoCAD начиная с версии AutoCAD 2000. Ранее (AutoCAD R14) она поставлялась отдельно. Среда разработки содержит язык AutoLISP и язык DCL, а также позволяет создавать приложения, состоящие из нескольких программ. Несмотря на название, Visual LISP не является средой визуального программирования.

#### AutoLISP
AutoLISP — диалект языка Лисп, обеспечивающий широкие возможности для автоматизации работы в AutoCAD. AutoLISP — самый старый из внутренних языков программирования AutoCAD, впервые он появился в 1986 году в AutoCAD 2.18 (промежуточная версия). В AutoLISP реализовано тесное взаимодействие с командной строкой, что способствовало его популяризации среди инженеров, работающих с AutoCAD.

#### Расширения ActiveX для AutoLISP
Расширения ActiveX значительно увеличивают функциональность AutoLISP, добавляют возможности работы с файлами, реестром, а также связи с другими приложениями. Дополнительные расширения работают напрямую с объектной моделью AutoCAD посредством функций ActiveX. Впервые технология ActiveX была внедрена в AutoCAD R14.

#### DCL
DCL (Dialog Control Language) — язык разработки диалоговых окон для приложений, написанных на языке AutoLISP. Впервые DCL был введён в AutoCAD R12 и с тех пор не претерпел существенных изменений. Для разработки далоговых окон не используется визуальное программирование и возможности создания диалоговых окон существенно ограничены. Для устранения указанных недостатков и расширения возможностей AutoLISP сторонними разработчиками созданы альтернативные среды для разработки диалоговых окон, такие как ObjectDCL, OpenDCL и некоторые другие.

### AutoCAD VBA
В AutoCAD, начиная с версии R14, введена поддержка VBA (Visual Basic for Application). В отличие от VisualLISP, VBA является визуальной средой программирования, однако приложения VBA работают с AutoCAD только посредством ActiveX, а с AutoLISP взаимодействие сильно ограничено. Достоинствами VBA является более полная поддержка ActiveX и возможность загрузки DLL-библиотек.
Начиная с версии AutoCAD 2010 среда разработки VBA не входит в комплект поставки программы. Autodesk постепенно отказывается от поддержки VBA в AutoCAD, отдавая приоритет .NET.. В версии AutoCAD 2014 VBA был обновлён до версии 7.1, но тем не менее данная среда разработки по-прежнему устанавливается отдельно.

### ObjectARX
ObjectARX SDK — дополнение к среде разработки Microsoft Visual Studio и содержит специальные библиотеки, заголовочные файлы, примеры и вспомогательные инструменты, предназначенные для создания программ, функционирующих исключительно в среде AutoCAD. ARX-приложения могут напрямую обращаться к базе данных рисунка и геометрическому ядру. Можно создавать собственные команды, аналогичные стандартным командам AutoCAD. Впервые пакет ObjectARX был реализован для AutoCAD R13, ранее существовали аналогичные по назначению пакеты ADS (для AutoCAD R11) и ARX (для AutoCAD R12). Обозначение версий ObjectARX совпадает с обозначениями версий AutoCAD, для которых предназначен данный пакет. Программы, созданные для одной конкретной версии AutoCAD, несовместимы с другими версиями. Проблема совместимости, как правило, решается перекомпиляцией программы в соответствующей версии ObjectARX.

### .NET
Благодаря поддержке Microsoft .NET Framework существует возможность создания приложений для AutoCAD в любой среде разработки приложений, поддерживающих данную технологию.

### COM
Недокументированная возможность работы с AutoCAD на всех языках программирования, поддерживающих технологию COM. Наибольшей популярностью среди разработчиков пользуется язык программирования Delphi.

### JavaScript
В версии 2014 была введена возможность загрузки и выполнения скриптов, написанных на языке JavaScript. При этом веб-сайт, с которого производится загрузка скрипта должен быть внесён в список доверенных (trusted) сайтов, определённых в соответствующей системной переменной.

## Поддерживаемые операционные системы
AutoCAD сертифицирован для работы в семействе операционных систем Microsoft Windows и OS X. Версия 2014 поддерживает операционные системы Windows XP (с пакетом обновлений SP3), Windows 7 и Windows 8. Поддержка OS X пока ограничивается лишь версией 2013. В комплект поставки (для Windows) входят версии и для 32-разрядных, и для 64-разрядных систем. AutoCAD поддерживает использование вычислительных ресурсов многопроцессорных и многоядерных систем.

## AutoCAD LT
AutoCAD LT — специализированное решение для 2D-черчения. Оно стоит дешевле полной версии AutoCAD (примерно треть стоимости базовой версии). В AutoCAD LT полностью отсутствуют инструменты трёхмерного моделирования и визуализации (однако возможен просмотр трёхмерных моделей, сделанных в базовой версии), исключены программные средства адаптации системы (такие как AutoLISP и VBA, что делает невозможным установку сторонних приложений и надстроек, расширяющих базовые возможности AutoCAD), нет возможности создания параметрических чертежей, а также ряд других отличий. Версия «LT» впервые была представлена в 1993 году.

## AutoCAD Web
AutoCAD Web (ранее AutoCAD WS) — интернет-приложение на базе облачных вычислений, а также программа для мобильных устройств на Apple iOS (iPad и iPhone) и Android, распространяющееся по бизнес-модели freemium. Компанией предлагаются 3 тарифных плана — бесплатный (Free) и 2 платных: Pro и Pro Plus. Пользователям бесплатного тарифного плана доступны базовые инструменты для просмотра и редактирования файлов формата DWG, загруженных в онлайн-хранилище Autodesk 360, при этом набор инструментов довольно ограничен. Для подписавшихся на платные тарифные планы предлагаются расширенные возможности: создание новых чертежей, дополнительные инструменты редактирования, поддержка файлов большого размера, увеличенный объём доступного онлайн-хранилища и другие. Имеется возможность подключения AutoCAD 360 и к другим облачным сервисам (помимо Autodesk 360), но редактирование файлов из сторонних источников доступно только для платных тарифных планов.
В AutoCAD для настольных операционных систем предусмотрена возможность прямой связи с данным сервисом (начиная с версии 2012).

## Студенческие лицензии
Студенческие версии AutoCAD, предназначенные исключительно для использования студентами и преподавателями в образовательных целях, доступны для бесплатной загрузки с сайта Образовательного сообщества Autodesk. Функционально студенческая версия AutoCAD ничем не отличается от полной, за одним исключением: DWG-файлы, созданные или отредактированные в ней, имеют специальную пометку (так называемый educational flag), которая будет размещена на всех видах, при печати файла (вне зависимости от того, из какой версии — студенческой или профессиональной — выполняется печать).

## Специализированные приложения на основе AutoCAD
- AutoCAD Architecture[англ.] — версия, ориентированная на архитекторов и содержащая специальные дополнительные инструменты для архитектурного проектирования и черчения, а также средства выпуска строительной документации.
- AutoCAD Electrical разработан для проектировщиков электрических систем управления и отличается высоким уровнем автоматизации стандартных задач и наличием обширных библиотек условных обозначений.
- AutoCAD MEP ориентирован на проектирование инженерных систем объектов гражданского строительства: систем сантехники и канализации, отопления и вентиляции, электрики и пожарной безопасности. Реализовано построение трёхмерной параметрической модели, получение чертежей и спецификаций на её основе.
- AutoCAD Map 3D создан для специалистов, выполняющих проекты в сфере транспортного строительства, энергоснабжения, земле- и водопользования и позволяет создавать, обрабатывать и анализировать проектную и ГИС-информацию.
- AutoCAD Raster Design — программа векторизации изображений, поддерживающая оптическое распознавание символов (OCR).
- AutoCAD Structural Detailing — средство для проектирования и расчёта стальных и железобетонных конструкций, поддерживающее технологию информационного моделирования зданий. Базовыми объектами являются балки, колонны, пластины, арматурные стержни и др.
- AutoCAD Mechanical предназначен для проектирования в машиностроении и отличается наличием библиотек стандартных компонентов (более 700 тысяч элементов), генераторов компонентов и расчётных модулей, средств автоматизации задач проектирования и составления документации, возможностью совместной работы.
- AutoCAD P&ID — это программа для создания и редактирования схем трубопроводов и КИП, а также для управления ими.
- AutoCAD Plant 3D — инструмент для проектирования технологических объектов. В AutoCAD Plant 3D интегрирован AutoCAD P&ID.

## СПДС модуль
В 2010 году Autodesk впервые выпустил бесплатное дополнение для AutoCAD (для платформы Windows), предназначенное для оформления чертежей в соответствии со стандартами СПДС, ГОСТ 21.1101-2009 «Основные требования к проектной и рабочей документации» и других нормативных документов. Модуль создаёт в ленте меню AutoCAD вкладку «СПДС» и добавляет в программу комплект чертёжных шрифтов, соответствующих ГОСТ 2.304-81 «Единая система конструкторской документации. Шрифты чертежные».

## Поддерживаемые форматы файлов
Основным форматом файла AutoCAD является DWG — закрытый формат, разработанный Autodesk. Для обмена данными с пользователями других САПР предлагается использовать открытый формат DXF. Файлы с расширениями DWG и DXF может читать большинство современных САПР, поскольку данные форматы являются стандартом де-факто в области двухмерного проектирования. Для публикации чертежей и 3D-моделей (без возможности редактирования) используется формат DWF и DWFx, также созданные компанией Autodesk.
Программа поддерживает запись (посредством процедуры экспорта) файлов, формата DGN, SAT, STL, IGES, FBX и некоторых других. А также чтение (посредством процедуры импорта) файлов, формата 3DS, DGN, JT, SAT, PDF, STEP и некоторых других. Начиная с версии 2012, AutoCAD позволяет преобразовывать файлы, полученные из трёхмерных САПР (таких как Inventor, SolidWorks, CATIA, NX и т. п.) в формат DWG.

## История версий AutoCAD
| Официальное название | Версия | Релиз | Дата выпуска  | Примечания | Дата прекращения поддержки             |
| -------------------- | ------ | ----- | ------------- | --- | -------------------------------------- |
| AutoCAD Version 1.0  | 1.0    | 1     | декабрь 1982  | Представлен формат DWG R1.0 | 30 июня 1993                           |
| AutoCAD Version 1.2  | 1.2    | 2     | апрель 1983   | Представлен формат DWG R1.2 | 30 декабря 1993                        |
| AutoCAD Version 1.3  | 1.3    | 3     | август 1983   | Представлен формат DWG R1.3 | 30 июня 1994                           |
| AutoCAD Version 1.4  | 1.4    | 4     | октябрь 1983  | Представлен формат DWG R1.4 | 30 июня 1994                           |
| AutoCAD Version 2.0  | 2.0    | 5     | октябрь 1984  | Представлен формат DWG R2.05 | 30 июня 1995                           |
| AutoCAD Version 2.1  | 2.1    | 6     | май 1985      | Представлен формат DWG R2.1 | 30 июня 1996                           |
| AutoCAD Version 2.5  | 2.5    | 7     | июнь 1986     | Представлен формат DWG R2.5 | 30 июня 1997                           |
| AutoCAD Version 2.6  | 2.6    | 8     | апрель 1987   | Представлен формат DWG R2.6; последняя версия, работающая без математического сопроцессора. | 30 декабря 1997                        |
| AutoCAD Release 9    | 9.0    | 9     | сентябрь 1987 | Представлен формат DWG R9. Считается утерянной. | 30 июня 1998                           |
| AutoCAD Release 10   | 10.0   | 10    | октябрь 1988  | Представлен формат DWG R10 | 30 июня 1999                           |
| AutoCAD Release 11   | 11.0   | 11    | октябрь 1990  | Представлен формат DWG R11 | 30 июня 2001                           |
| AutoCAD Release 12   | 12.0   | 12    | июнь 1992     | Представлен формат DWG R11/12 | 30 июня 2003                           |
| AutoCAD Release 13   | 13.0   | 13    | ноябрь 1994   | Представлен формат DWG R13; последний релиз для Unix, MS-DOS и Windows 3.11 | 30 июня 2005                           |
| AutoCAD Release 14   | 14.0   | 14    | февраль 1997  | Представлен формат DWG R14. | 30 июня 2002 (осн); 13 июля 2007 (ext) |
| AutoCAD 2000         | 15.0   | 15    | март 1999     | Представлен формат DWG 2000. Многодокументный интерфейс. Новые возможности трёхмерного моделирования. Среда разработки Visual Lisp.                                                                               | 30 июня 2005 (осн); 13 июля 2010 (ext) |
| AutoCAD 2000i        | 15.1   | 16    | июль 2000     | Поддержка Windows XP. | 30 июня 2006 (осн); 13 июля 2011 (ext) |
| AutoCAD 2002         | 15.6   | 17    | июнь 2001     | Ассоциативные размеры. Новые команды для работы с текстом и слоями. | 30 июня 2007 (осн); 13 июля 2012 (ext) |
| AutoCAD 2004         | 16.0   | 18    | март 2003     | Представлен формат DWG 2004. Интерфейс в стиле Windows XP. Добавлены инструментальные палитры. | 30 июня 2009 (осн); 13 июля 2014 (ext) |
| AutoCAD 2005         | 16.1   | 19    | март 2004     | Диспетчер подшивок. Добавлены таблицы. | 30 июня 2010 (осн); 13 июля 2015 (ext) |
| AutoCAD 2006         | 16.2   | 20    | март 2005     | Динамические блоки, динамический ввод. | 30 июня 2011 (осн); 13 июля 2016 (ext) |
| AutoCAD 2007         | 17.0   | 21    | март 2006     | Представлен формат DWG 2007. Полностью новые инструменты трёхмерного моделирования и визуализации. Внедрена система рендеринга mental ray.                                                                        | 30 июня 2012 (осн); 13 июля 2017 (ext) |
| AutoCAD 2008         | 17.1   | 22    | март 2007     | Первый релиз, доступный для 32- и 64-битных версий Windows XP и Vista. Добавлены аннотативные объекты. | 30 июня 2013 (осн); 13 июля 2018 (ext) |
| AutoCAD 2009         | 17.2   | 23    | март 2008     | Пользовательский интерфейс на основе ленты. Добавлены Action Macros | 30 июня 2014 (осн); 13 июля 2019 (ext) |
| AutoCAD 2010         | 18.0   | 24    | 24.03.2009    | Представлен формат DWG 2010. Поддержка Windows 7. Добавлены инструменты полигонального моделирования (mesh modeling) и возможность двумерной параметризации.                                                      | 30 июня 2015 (осн); 13 июля 2020 (ext) |
| AutoCAD 2011         | 18.1   | 25    | 25.03.2010    | Новые инструменты поверхностного моделирования. 15 октября 2010 года выпущена первая за восемнадцать лет версия для OS X).                                                                                        | 30 июня 2016 (осн); 13 июля 2021 (ext) |
| AutoCAD 2012         | 18.2   | 26    | 22.03.2011    | Динамические массивы, Model Documentation | 30 июня 2017 (осн); 13 июля 2022 (ext) |
| AutoCAD 2013         | 19.0   | 27    | 27.03.2012    | Представлен формат DWG 2013. Ассоциативные массивы, Autodesk 360 | 30 июня 2018 (осн); 13 июля 2023 (ext) |
| AutoCAD 2014         | 19.1   | 28    | 26.03.2013    | Динамическая связь с картографическими данными (GeoLocation API), JavaScript API | 30 июня 2019 (осн); 13 июля 2024 (ext) |
| AutoCAD 2015         | 20.0   | 29    | 27.03.2014    | Сглаживание (anti-aliasing) линий, поддержка Windows 8.1 (и отказ от поддержки XP), новый тёмный визуальный стиль                                                                                                 | 30 июня 2020 (осн); 13 июля 2025 (ext) |
| AutoCAD 2016         | 20.1   | 30    | 23.03.2015    | Подписи размеров в несколько строк, добавлены привязки к геометрическому центру замкнутых полилиний, улучшены моделирование, облака точек, визуализация и экспорт в PDF, добавлены смарт-размеры и поддержка BIM. | 30 июня 2021 (осн); 13 июля 2026 (ext) |
| AutoCAD 2017         | 21.0   | 31    | 21.03.2016    | Импортирование PDF, добавлены привязки к линиям с разрывами. Ассоциативные маркеры центра и осевые линии. | 30 июня 2022 (осн); 13 июля 2027 (ext) |
| AutoCAD 2018         | 22.0   | 32    | 22.03.2017    | Представлен формат DWG 2018 | 30 июня 2023 (осн); 13 июля 2028 (ext) |
| AutoCAD 2019         | 23.0   | 33    | 22.03.2018    | Специализированные наборы инструментов (электрика, архитектура, инженерные системы и т. д.) с One AutoCAD, Shared Views, DWG Compare, Save To AutoCAD Web & Mobile.                                               | 2024 (осн); 2029 (ext)                 |
| AutoCAD 2020         | 23.1   | 34    | 27.03.2019    | Новая темная тема, быстрые измерения, палитра блоков, интеграция с Microsoft OneDrive и Box.com, прекращена поддержка 32-битной Windows.                                                                          | 2025 (осн); 2030 (ext)                 |
| AutoCAD 2021         | 24.0   | 35    | 25.03.2020    | История рисования, сравнение внешних ссылок, интеграция с Google Диском, автономная активация удалена, режим быстрой обрезки и расширения.                                                                        | 2026 (осн); 2031 (ext)                 |
| AutoCAD 2022         | 24.1   | 36    | 23.03.2021    | Трассировка, подсчет, плавающий чертеж. | 2027 (осн); 2032 (ext)                 |
| AutoCAD 2023         | 24.2   | 37    | 28.03.2022    | Count, плавающие окна, импорт разметки трассировки и помощь в разметке с распознаванием текста, улучшенная 3D-графика.                                                                                            | 2028 (осн); 2033 (ext)                 |
| AutoCAD 2024         | 24.3   | 38    | 28.03.2023    | | 2029 (осн); 2034 (ext)                 |
| Официальное название | Версия | Релиз | Дата выпуска  | Примечания | Дата прекращения поддержки             |

Условные обозначения:
 Не поддерживается